# Rapt à Venise
Pour les articles homonymes, voir Rapt (homonymie).
Pour plus de détails, voir Fiche technique et Distribution.
Rapt à Venise (italien : La mano dello straniero ; anglais : The Stranger's Hand) est un film d'espionnage noir britanno-italien réalisé par Mario Soldati et sorti en 1954.
Il est basé sur le projet de roman du même nom écrit par Graham Greene. Les deux premiers chapitres de The Stranger's Hand avaient été présentés anonymement par Greene sous un pseudonyme dans le cadre d'un concours du New Statesman visant à écrire un livre dans le style de Graham Greene - concours dans lequel Greene s'est amusé à remporter le deuxième prix. Soldati avait lu les chapitres et persuadé Greene de compléter le roman court pour en faire la base d'un film. Greene l'élargit à 30 pages d'une « histoire de film », sur laquelle Giorgio Bassani et Guy Elmes achevèrent le scénario.

## Synopsis
Le fils d'un major britannique du MI5 a rendez-vous avec son père dans un hôtel vénitien. Mais l'homme ne se présente pas et une longue aventure d'espionnage et de services secrets commence pour le jeune garçon.

## Fiche technique
- Titre français : Rapt à Venise[3]
- Titre anglais : The Stranger's Hand[4]
- Titre original italien : La mano dello straniero[5]
- Réalisateur : Mario Soldati
- Scénario : Guy Elmes, Giorgio Bassani
- Photographie : Enzo Serafin
- Montage : Tom Simpson, Leslie Hogdson, Leo Catozzo
- Musique : Nino Rota, orchestre de Franco Ferrara
- Décors : Luigi Scaccianoce (it)
- Costumes : Rosi Gori
- Production : Enrico Bomba, Paolo Mercuri, Aldo Quinti, Aldo Salerno Rossi
- Société de production : Rizzoli Film, Milo Film
- Pays de production :  Italie -  Royaume-Uni
- Langue originale : italien
- Format : Noir et blanc - 1,37:1 - Son mono - 35 mm
- Durée : 98 minutes
- Genre : Film noir[4], drame d'espionnage
- Dates de sortie :
  - Italie : 20 janvier 1954
  - Royaume-Uni : juin 1954
  - France : 27 février 1957 (Festival de Cannes 1957) ; 15 novembre 1957 (sortie nationale)
- Affiche : Giuliano Nistri (Italie)

## Distribution
- Alida Valli : Roberta Gleukovitch
- Trevor Howard : Major Court
- Richard Basehart : Joe Hamstringer
- Richard O'Sullivan : Roger Court
- Eduardo Ciannelli : Dr Vivaldi
- Giorgio Costantini (it) : Peskovitch
- Arnoldo Foà : Commissaire
- Guido Celano : Questore
- Angelo Cecchelin : Luza
- Joanne Murray : Mme Harrington
- Alessandro Paulon : Morgan
- Stephen Murray : Consul britannique
- Nino Vecchina : Premier tueur
- Jacopo Tecchio :
- Olmsted Remington :
- Armando Papette : Deuxième tueur
- Giovanni Landi : Officier de police
- Giovanni Karuz : Troisième tueur
- Nerio Bernardi : Vincenzo